# 松浦村 (佐賀県)
松浦村（まつうらむら）は、佐賀県西松浦郡にあった村。現在の伊万里市の一部にあたる。

## 地理
東を眉山、西を今岳、南を黒岳、北を大陣岳などに囲まれた盆地に位置していた。

## 歴史
- 1889年（明治22年）4月1日、町村制の施行により、西松浦郡山形村、中野原村、桃川村（大部分）、提川村が合併して村制施行し、松浦村が発足[1][2]。旧村名を継承した山形、中野原、桃川、提川の4大字を編成[2]。
- 1954年（昭和29年）4月1日、西松浦郡伊万里町、黒川村、波多津村、南波多村、大川村、二里村、東山代村、山代町と合併し、市制施行し伊万里市を新設して廃止された[1][2]。合併後、伊万里市大字山形・中野原・桃川・提川となる[2]。

## 産業
- 農業、工業、商業[2]

## 交通

### 鉄道
- 1935年（昭和10年）北九州鉄道（現筑肥線）が開通し桃川駅、金石原駅を開設[2]。